# Gabriele Pecher

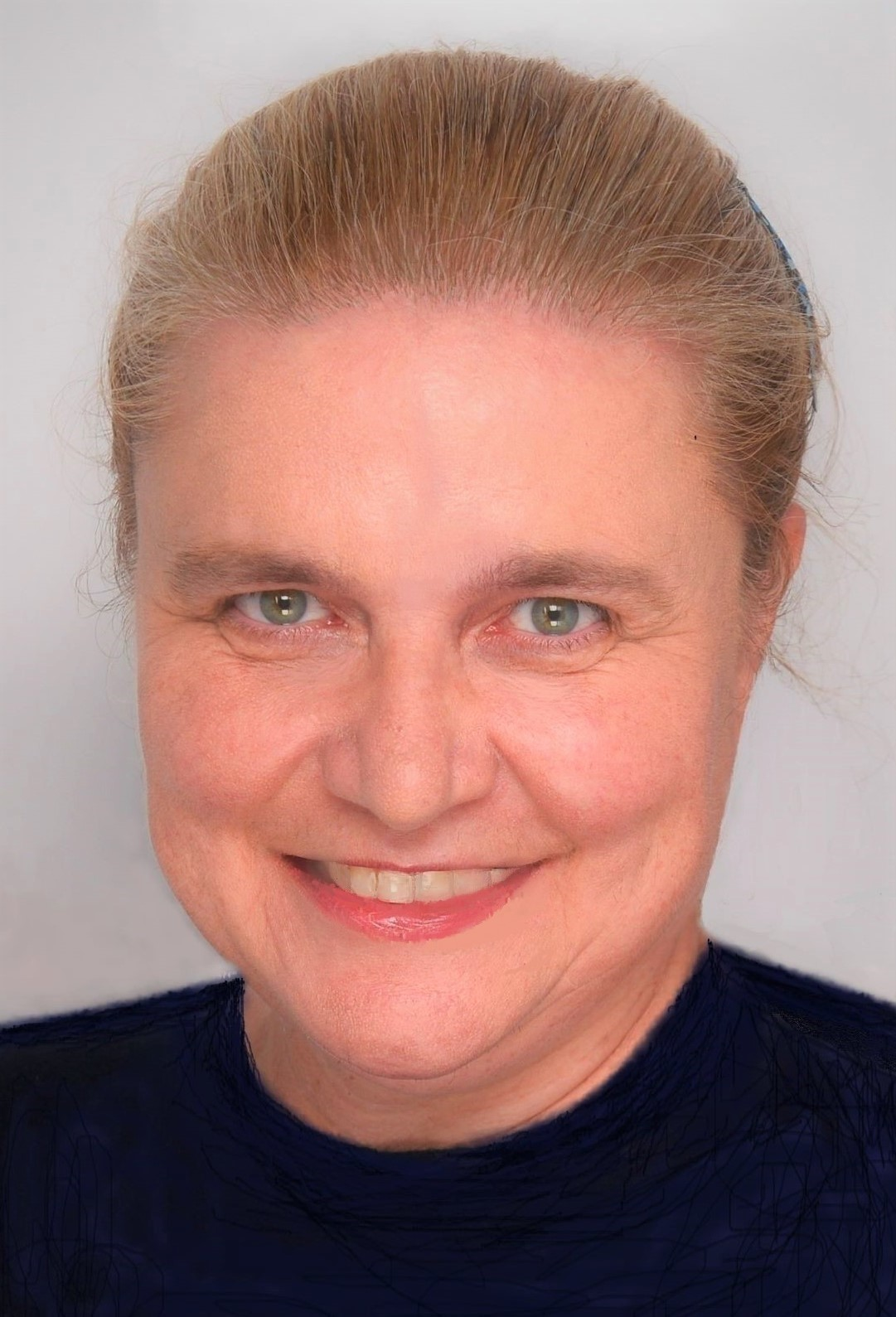
Gabriele Pecher (2022)

Gabriele Pecher (* 20. Februar 1964 in Teterow) ist eine deutsche Ärztin, Wissenschaftlerin und Professorin an der Charité-Universitätsmedizin Berlin. Ihre Expertise liegt in der Entwicklung und klinischen Anwendung neuer Krebsmedikamente, insbesondere von Gen- und Immuntherapeutika.

## Leben und Wirken
Gabriele Pecher wuchs in Teterow auf, legte dort das Abitur ab und studierte Medizin an der Universität Rostock. Ihre nachfolgende Facharztausbildung für Innere Medizin absolvierte sie am Klinikum Südstadt Rostock, die Facharztausbildung für Innere Medizin, Hämatologie und Onkologie an der Charité-Universitätsmedizin Berlin. Sie promovierte 1991 an der Universität Rostock. Von 1992 bis 1994 war Gabriele Pecher Postdoktorandinin am Department of Molecular Genetics and Biochemistry der University of Pittsburgh, PA, USA in der Arbeitsgruppe von Olivera J. Finn und legte hier den Grundstein für ihre wissenschaftlichen Arbeiten auf dem Gebiet der Gen- und Immuntherapie von Krebserkrankungen. Seit 2001 leitet sie die Forschungsgruppe Molekulare Gen- und Immuntherapie an der Charité-Universitätsmedizin Berlin. Pecher wurde 2003 an der Charité-Universitätsmedizin Berlin mit einer Arbeit über DNA-Vakzinierung bei Krebs habilitiert. Im Jahr 2013 erfolgte die Ernennung zur außerplanmäßigen Professorin an der Charité-Universitätsmedizin Berlin. Seit 2021 leitet sie das Kompetenzzentrum Immunonkologie und Translationale Zelltherapie (KITZ) an der Medizinischen Klinik m. S. Hämatologie, Onkologie und Tumorimmunologie, CCM der Charité-Universitätsmedizin Berlin. Schwerpunkt ihrer wissenschaftlichen Arbeiten ist die Zell-Immuntherapie unter Verwendung chimärer Antigenrezeptoren (CAR). Von ihr und ihrer Forschungsgruppe entwickelte Immun- und Zelltherapeutika hat sie als Principal Investigator mehrfach in klinischen Phase-1/2-Studien überführt.

## Auszeichnungen
- 1992–1994 USA-Forschungsstipendium der Dr. Mildred-Scheel-Stiftung für Krebsforschung
- 1996  Young Investigator Award der American Association for Cancer Research
- 2000–2001 Habilitationsstipendium Rahel Hirsch der Charité der Humboldt-Universität zu Berlin
- 2000 Karl-Arnold-Kortum Preis für Medizin
- 2012 Verleihung einer Gastprofessur an der Xuzhou Medical University, China
- 2016 Verleihung einer Gastprofessur am Center of Biotherapy, Southwest-University Hospital Chongqing, China